# Rodelinda a longobarzilor
Rodelinda (secolul al VI-lea) a fost o regină a longobarzilor, având ca soț pe regele Audoin și mama lui Alboin.
Rodelinda a fost prima soție a lui Audoin, pe atunci regent în numele regelui minor Walthari în perioada dintre 540 și 546/547, devenit ulterior rege cu drepturi depline până la o dată de după 552. Ea i-a dăruit acestuia un fiu, pe succesorul său Alboin.
Nu se știe cu certitudine când a avut loc căsătoria Rodelindei cu Audoin. Cronicarul contemporan Procopius din Cezareea vorbește despre stabilirea unei căsătorii a lui Audoin cu o soră a lui Amalafrid, un principe de sânge regal amestecat ostrogot și thuringian. Logodna a fost pusă la cale de către împăratul bizantin Iustinian I la o dată undeva între 540 și 552, iar această nenumită soție ar putea fi acea Rodelinda amintită de către cronicarul longobard Paul Diaconul. Această teorie a întâmpinat obiecții, care merg pe ideea că respectiva căsătorie a avut loc în anii '30 ai acelui secol. Alți savanți tind să accepte identificarea, sesizând importanța legăturii pe care regii longobarzi căutau să o stabilească cu Regalitatea ostrogotă, iar o astfel e căsătorie l-ar fi transformat pe Audoin într-un moștenitor legitim al tronurilor ostrogot și thuringian.
O altă explicație asupra originilor Rodelindei este oferită de István Boná, care consideră că ea ar fi putut fi o prințesă bavareză, diferită de prințesa thuringină cu care Audoin s-ar fi logodit mai târziu.